# Birmingham (comté de Huntingdon, Pennsylvanie)
Pour les articles homonymes, voir Birmingham (homonymie).
Birmingham est un borough situé au nord-ouest du comté de Huntingdon, en Pennsylvanie, aux États-Unis,. En 2010, il comptait une population de 90 habitants. Le borough est incorporé le 14 avril 1827.

## Démographie
Lors du recensement de 2010, le borough comptait une population de 90 habitants. Elle est estimée, en 2019, à 93 habitants.

### Source de la traduction
- (en) Cet article est partiellement ou en totalité issu de l’article de Wikipédia en anglais intitulé « Birmingham, Huntingdon County, Pennsylvania » (voir la liste des auteurs).